# Wetzlar
Wetzlar é uma cidade da Alemanha, antigamente uma cidade imperial, capital do distrito de Lahn-Dill, no estado de Hessen. Em 2004, sua população foi estimada em 52.870 habitantes.

## Geografia
Wetzlar encontra-se na área do Lahn-Dill em Hesse médio no rio Lahn, não distante rio abaixo de sua mudança no sentido do sul ao oeste nas alturas perto da boca do rio Dill. A cidade encontra-se em uma divisão entre escalas baixas da montanha do Hesse: o sul do Lahn encontra-se o Taunus; o norte do Lahn e ao oeste do Dill começa o Westerwald; o norte do Lahn e leste do Dill começa o Rothaargebirge. O ponto o mais elevado dentro dos limites da cidade é o Stoppelberg em 401 m acima do nível do mar. As cidades vizinhas e as cidades de Wetzlar são Gießen (acima do Lahn do centro ao centro aproximadamente 12 quilômetros), Koblenz 80 quilômetros abaixo o Lahn, o Limburg 40 quilômetros ao oeste, o Siegen 50 quilômetros ao noroeste, o Dillenburg 30 quilômetros ao norte, o Marburg 30 quilômetros ao nordeste e o Francoforte 60 quilômetros ao sul. Wetzlar e Gießen são os dois núcleos deste (aproximadamente 200.000 habitantes) agglomeration urbano pequeno em Hesse médio. Ao longo dos vales do Lahn (leste e ocidental) e do Dill (norte) são pesadamente as comunidades vizinho construído acima, cujas áreas construído acima em alguns lugares fundem com o Wetzlar. A montanha baixa varia em torno de Wetzlar ao noroeste, nordeste e para o sul, na uma mão, é pesadamente arborizada e povoada muito fina.

## História
O ano da fundação de Wetzlar é 897. Mais tarde, Wetzlar veio a ser uma cidade imperial independente (entre os anos de 1197 até 1803). A partir de 1689 a cidade passou a manter a corte suprema da justiça ou Reichskammergericht do Sagrado Império Romano. Após o colapso de Napoleão em 1815, Wetzlar passou a pertencer a Prússia. Terminada a Segunda Guerra Mundial, sob a ocupação do governo dos Estados Unidos, Wetzlar passou a pertencer ao novo estado de "Grande-Hessen" ("Groß-Hessen").

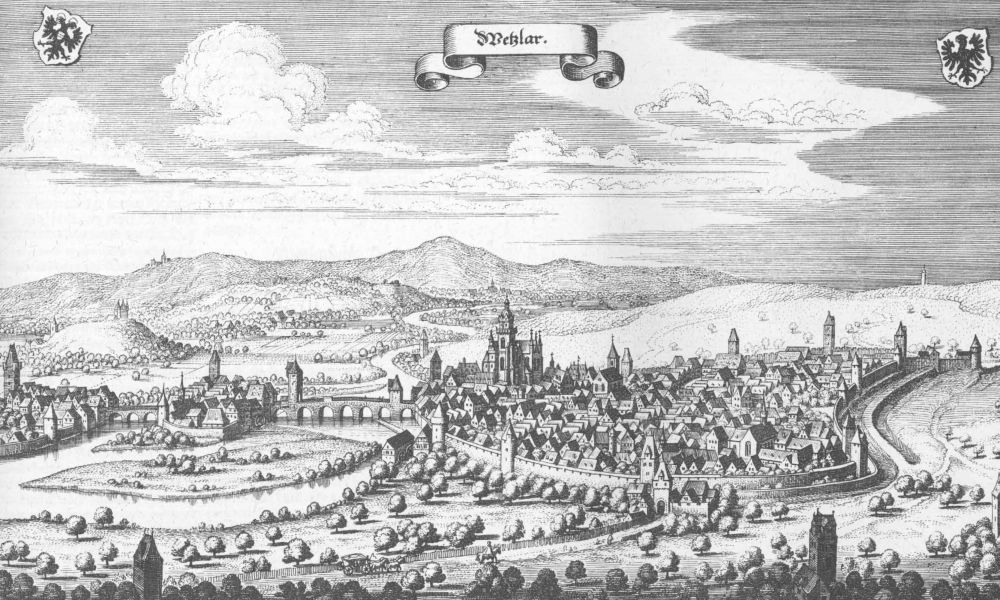
Wetzlar em 1655

Em 1977 a cidade de Wetzlar, juntamente com a cidade vizinha de Giessen, passou a formar uma nova identidade, a cidade de Lahn. O conceito da cidade de Lahn foi plenamente e insistentemente rejeitado pela maioria da população, o que levou a nova empreitada político-administrativa a ser abandonada em 1979.
Um dos marcos importantes da economia de Wetzlar ocorreu após o ano 1862 quando passou a ser o ponto de intersessão de duas linhas de trem (caminhos de ferro). Aliás, a estação de trem do lugar é um dos pontos atrativos da cidade. Eventualmente, a cidade passou a ser reconhecida por sua indústria óptica: e microscópios, câmeras e outros equipamentos fotográficos da marca Leitz (presentemente Leica), binóculos da Hensoldt, Buderus e Seibert. As minas de ferro e a indústria metalúrgica também marcaram a história de Wetzlar.

## Pontos turísticos

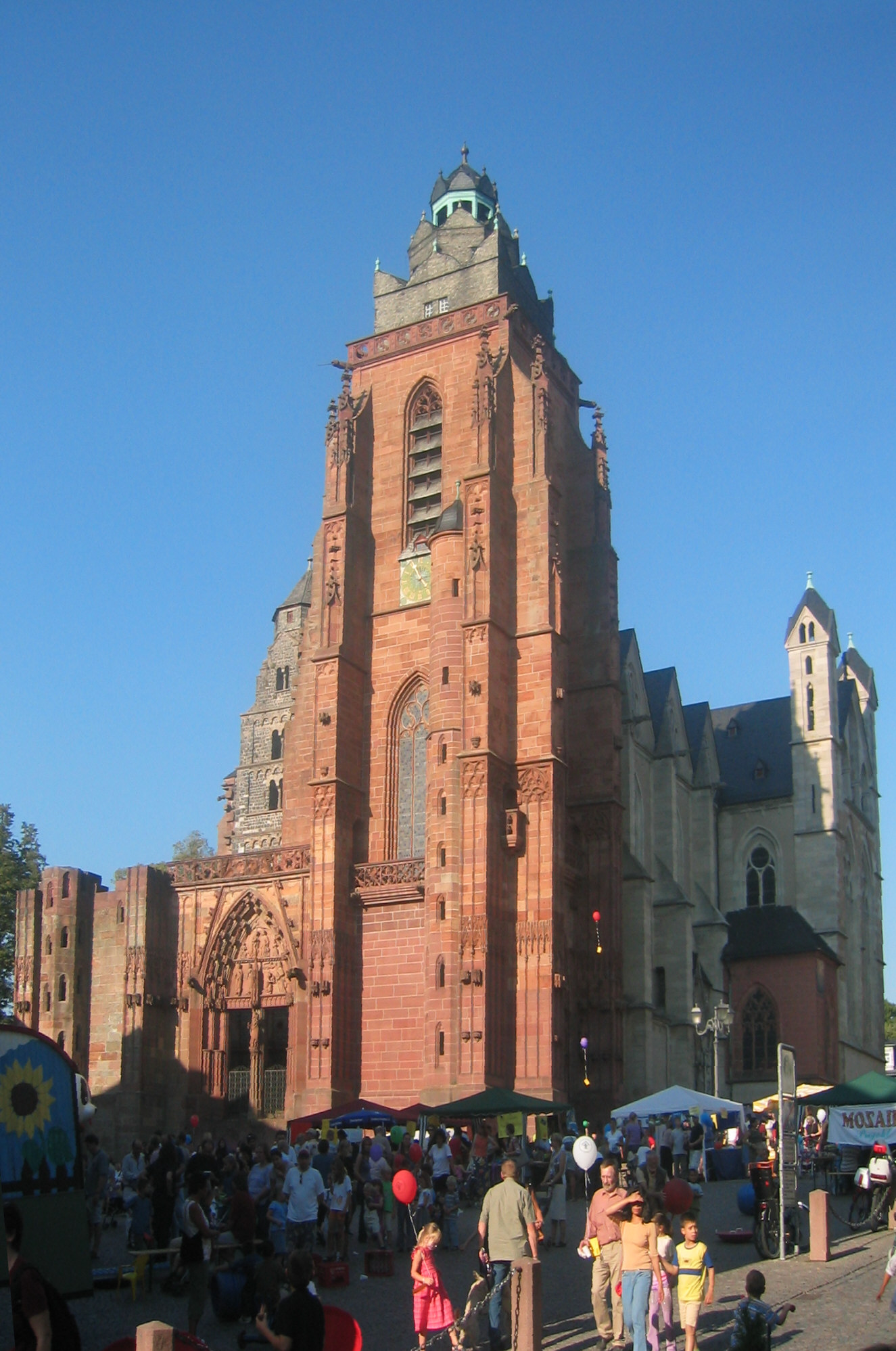
A Catedral de Wetzlar

Wetzlar possui uma arquitetura muito atrativa e aconchegante. A sua arquitetura revela um riquíssimo histórico e as suas antigas origens medievais. Goethe, entre outros famosos, residiu e trabalhou por algum tempo em Wetzlar.
A Catedral de Wetzlar (em alemão: Wetzlarer Dom), a antiga Igreja do Colégio de Santa Maria (em alemão: Stiftskirche St. Marien) remonta do século mil e duzentos... Ela foi iniciada como uma construção em estilo romanesco. Mais tarde, ainda na Idade Média, a sua construção levada adiante mas tomando rumos definitivamente em estilo gótico, ainda incomum na Alemanha. A construção da Catedral de Wetzlar permanece visivelmente inacabada e reflete vários estilos de construção, de mão de obras e de uma variedade de materiais que foram aplicados ao passar de centenas de anos. Ambas as dioceses católica e protestante utilizam a mesma igreja para missas e cultos, utilizando o mesmo altar e até o mesmo piano desde os tempos da reforma de Martinho Lutero.
Vale notar que a presença histórica de três tradições religiosas no local: a católica, a protestante e mesmo, em menor escala, a judaica. A presença da religião muçulmana na cidade é recente, apenas de algumas décadas, mas já faz parte permanente do mosaico cultural desta histórica cidadezinha alemã.

## Administração

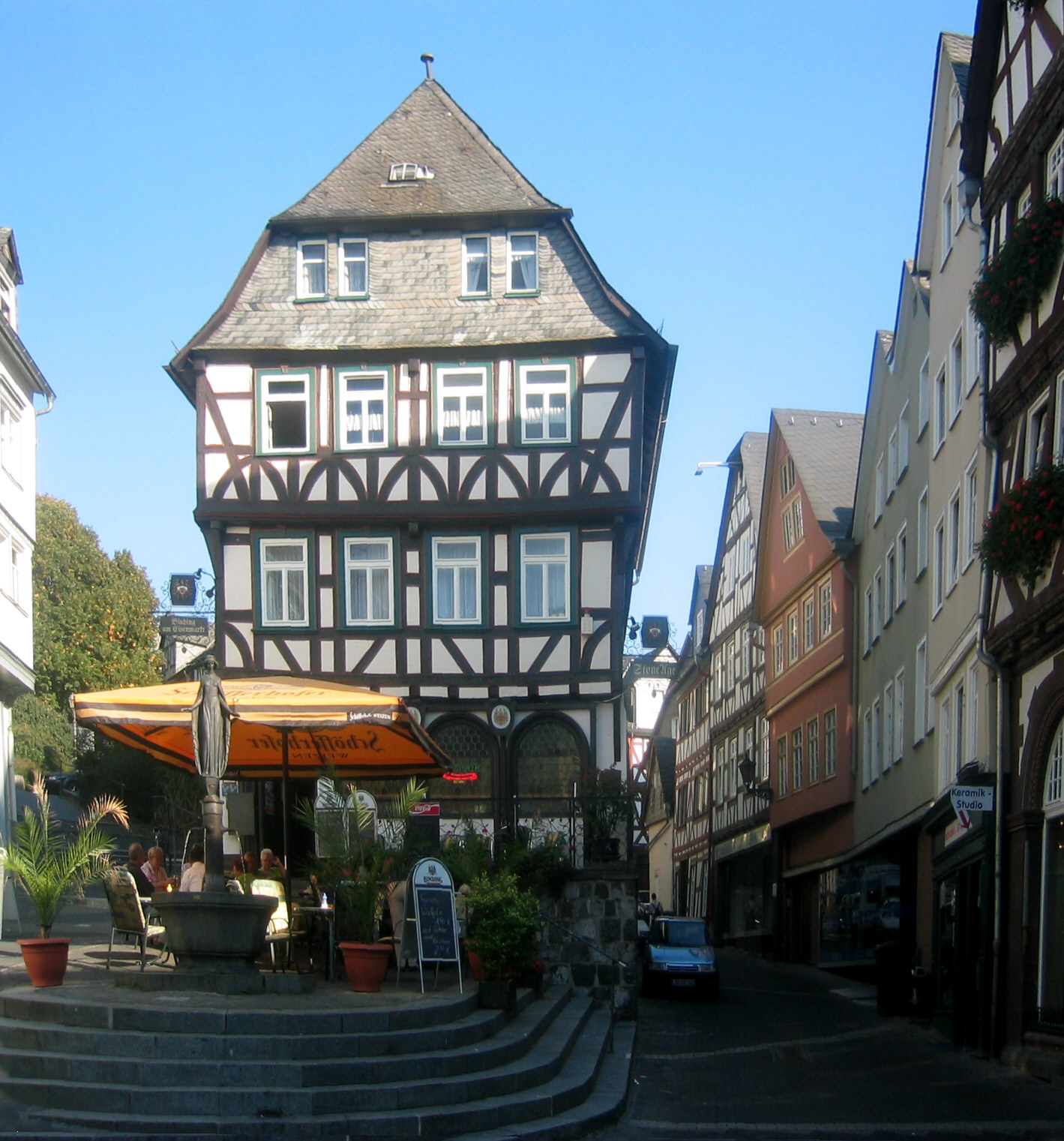
Altstadt, a cidade velha.

Wetzlar é dividido em doze distritos municipais e oito bairros. Os bairros foram absorvidos depois da dissolução administrativa da cidade de Lahn em 31 de julho de 1979.
| Distritos Municipais: - 1. Altstadt - 2. Neustadt - 3. Hauserberg - 4. Büblingshausen - 5. Sturzkopf - 6. Stoppelberger Hohl - 7. Nauborner Straße - 8. Silhöfer Aue - 9. Altenberger Straße - 10. Dalheim - 11. Dillfeld - 12. Niedergirmes | Bairros: - 1. Blasbach - 2. Dutenhofen - 3. Garbenheim - 4. Hermannstein - 5. Münchholzhausen - 6. Nauborn - 7. Naunheim - 8. Steindorf |

## Infra-estruturas e Transportes
Wetzlar e a sua região municipal são atravessadas pelas auto-estradas A 45 e A 480, alêm de diversas estradas federais. A estação ferroviária da cidade oferece ligações diretas para as cidades de Frankfurt am Main, Aachen, Koblenz, Siegen e Colônia através de trens regionais (Regionalexpress ou Regionalbahnen) e é o ponto central do transporte público urbano.
O Aeroporto Internacional de Frankfurt fica a 70 km de distância.

## Geminações
As cidades irmãs de Wetzlar (2006) são:
- Berlin-Neukölln na Alemanha (1959)
- Avinhão na França (1960)
- Colchester na Inglaterra (1969)
- Schladming na Áustria (1974)
- Reith bei Kitzbühel na Áustria (1980)
- Siena na Itália (1987)
- Ilmenau na Alemanha (1990)
- Písek na República Checa (em planejamento)
- Windhoek na Namibia
- Aparecida no Brasil